# Peter Due
Peter Due (Aarhus, 22 de setembro de 1947) é um velejador dinamarquês, medalhista olímpico. Ele competiu nos Jogos Olímpicos de Verão de 1980 na classe Tornado e conquistou a medalha de prata, ao lado de Per Kjærgaard Nielsen. Eles já haviam alcançado o segundo lugar no Campeonato Mundial de Kiel em 1979.